# Michel Lambiotte
Pour les articles homonymes, voir Lambiotte.
Michel Lambiotte est un poète belge né à Jumet le 7 juillet 1921 et mort à  Mons le 6 mars 2013 .

## Biographie
Sa poésie est marquée par la modernité, proche de celle de Fernand Verhesen ou d’André du Bouchet,. 
Il a obtenu le prix Charles Plisnier et le prix Alain Bosquet de Thoran pour l'ensemble de son œuvre.

## Œuvres
- La Lumière et les Ténèbres, Bruxelles, La Maison du Poète, 1949, 28 p.
- Épreuves, Paris, Pierre Seghers, 1950, 29 p.
- Usages, Les Cahiers du Hibou, 1952, np.
- Sur l'aire du blessant suivi de Enfances, Les Feuillets du Terne Soulenge, 1981, 65 p..
- Itinéraires, Amay, Belgique, Les éditions l’Arbre à Paroles, 1990, 142 p.  (ISBN 2-87406-012-7)
- Mémoire des jours, Centre culturel local de Sivry-Rance, Belgique, 1995
- Jeux de corde, Bruxelles, Belgique, Éditions Le Cormier, 1996, 40 p.
- Naissances d'Eve, Bruxelles, Belgique, Éditions Le Cormier, 1999, 63 p.
- Espace du seul, Châtelineau, Belgique, Éditions Le Taillis Pré, 1999, 79 p.  (ISBN 2-930232-29-3)

- Prix Charles Plisnier 2001
- Involucres, Amay, Belgique, Les éditions l’Arbre à Paroles, 2000, 19 p.  (ISBN 2-87406-089-5)
- Le Temps dérobé, Châtelineau, Belgique, Éditions Le Taillis Pré, 2001, 112 p.  (ISBN 2-930232-50-1)

- Prix Lucien Malpertuis
- Miroirs, ou, Le temps contigu, Châtelineau, Belgique, Éditions Le Taillis Pré, 2002, 106 p.  (ISBN 2-930232-61-7)
- Quotidiennes, Laon, France, Éditions La Porte, 2002, 19 p.
- Rhizomes, Laon, France, Éditions La Porte, 2003, 25 p.
- Partage de l'aveu, Bruxelles, Belgique, Éditions Le Cormier, 2003, 74 p.
- Replis d'ombre, Châtelineau, Belgique, Éditions Le Taillis Pré, 2003, 68 p.  (ISBN 2-930232-78-1)
- De plus loin encore, Châtelineau, Belgique, Éditions Le Taillis Pré, 2003, 78 p.  (ISBN 2-930232-70-6)
- Elle vêtue d'ombre, Laon, France, Éditions La Porte, 2004, 25 p.
- L’œil de la rose, Laon, France, Éditions La Porte, 2005, 24 p.
- Témoignage du lieu, Châtelineau, Belgique, Éditions Le Taillis Pré, 2005, 198 p.  (ISBN 2-930232-99-4)
- Nocturnales, Bruxelles, Belgique, Éditions Le Cormier, 2006, 64 p.
- Exils, Laon, France, Éditions La Porte, 2009, np.
- L’Autre Côté du hasard, Bruxelles, Belgique, Éditions Le Cormier, 2010, 68 p.  (ISBN 978-2-930231-67-9)
- 90 Poèmes, Châtelineau, Belgique, Éditions Le Taillis Pré, 2011, 114 p.  (ISBN 978-2-87450-056-5)
- Vacance et Lumière, Châtelineau, Belgique, Éditions Le Taillis Pré, 2011, 74 p.  (ISBN 978-2-87450-057-2)